# أنتوني س. يو
أنتوني س. يو (بالإنجليزية: Anthony C. Yu)‏ هو عالم صينيات أمريكي، ولد في 6 أكتوبر 1938، وتوفي في 12 مايو 2015.